# Parabrachycoma ruficauda
Parabrachycoma ruficauda är en tvåvingeart som beskrevs av Blanchard 1940. Parabrachycoma ruficauda ingår i släktet Parabrachycoma och familjen parasitflugor. Inga underarter finns listade i Catalogue of Life.